# 1919年德國國會選舉
1919年德國國會選舉在1919年1月19日舉行。這次選舉是魏瑪共和國第一次大選，也是德國女性第一次獲得投票權。選舉制度是比例代表制，投票年齡從25歲改為20歲。德國社會民主黨以37.9%的得票率成為最大黨派，獲得165個議席。居住在德国的奥地利公民在这次选举中获准投票；与之相对，同年的奥地利制宪会议选举中居住在奥地利的德国公民也有投票权。选举后，社民党的菲利普·谢德曼被推举为总理。